# Hans Konrad Thumb von Neuburg
Hans Konrad Thumb von Neuburg († 25. März 1555) war württembergischer Erbmarschall.

## Leben
Er war der Sohn der Erbmarschalls Konrad Thumb von Neuburg (1465–1525) und kam schon in jungen Jahren an den Hof Herzog Ulrichs von Württemberg, hatte aber später seinen Wohnsitz auf Burg Stettenfels bei Heilbronn. Er heiratete 1513 Margarethe von Adelsheim († 1528). Auch nachdem Herzog Ulrich 1515 Hans von Hutten, den Mann seiner Schwester Ursula Thumb von Neuburg, ermordet hatte, hielt Hans Konrad wie auch sein Vater Konrad dem Herzog die Treue. Bei der Vertreibung Ulrichs aus Württemberg 1519 folgte er diesem nach Mömpelgard und war später im herzoglichen Auftrag in der Schweiz, um dort Truppen für Ulrichs Rückeroberung Württembergs anzuwerben. Nach einem Streit mit einem Sekretär des Herzogs trat Hans Konrad in österreichische Dienste über. Im Bauernkrieg 1525 solidarisierte er sich mit den aufständischen Bauern und bewahrte dadurch die elterlichen Besitztümer vor Zerstörungen. Inmitten der Aufstände erbte er beim Tod seines Vaters im März 1525 außer dem württembergischen Erbmarschallenamt die Herrschaft Stettenfels mit Gruppenbach sowie Stetten im Remstal und Aichelberg. Er verkaufte die Herrschaft Stettenfels 1527 an Wolf Philipp von Hürnheim, behielt aber das ursprünglich damit verbundene Erbmarschallenamt. 1529 wurde er in den Schwäbischen Bund aufgenommen. Ab 1530 förderte er die Reformation in Köngen und Stetten. Nach der Rückkehr Herzog Ulrichs im Jahr 1534 hatte er eine hohe Stellung innerhalb der württembergischen Regierung. Im Jahr 1541 kam es zum Bruch mit Herzog Ulrich, der Hans Konrad der Sympathie für seinen Sohn, den späteren Herzog Christoph, bezichtigte. Hans Konrad verlor das Erbmarschallenamt und stellte sich im Schmalkaldischen Krieg auf die Seite des Kaisers. Er starb 1555 und wurde in der Köngener Kirche bestattet. Seinen letzten Wohnsitz hatte er auf der 1542 erworbenen Burg Hammetweil bei Neckartenzlingen, die bis in die Gegenwart im Familienbesitz der Thumb von Neuburg blieb.
Aus der Ehe mit Margarethe von Adelsheim entsprangen ein Sohn und drei Töchter. Sein Sohn Konrad wurde 1553 erneut mit dem Erbmarschallenamt belehnt.